# Сизигійний приплив

Припливи:
A. Сизигійний приплив
B. Мінімальний приплив
1. Сонце
2. Земля
3. Місяць
4. Сила притягання Сонця
5. Сила притягання Місяця

Сизигі́йний припли́в — найбільший приплив, коли Сонце, Місяць і Земля знаходяться майже на одній прямій і їх сили тяжіння додаються.
Сизигійний приплив удвічі-втричі вищий квадратурного (коли Місяць перебуває в першій або третій чверті).
Згідно з теорією американського геолога Джима Беркланда (Jim Berkland) це також період найбільшої сейсмічної активності на Землі[неавторитетне джерело].